# Matthias Moosleitner
Matthias Moosleitner, né le 11 septembre 1947, est un pilote de rallye allemand.

## Biographie
Ses débuts en compétition automobile sont en 1972.
Il est toujours en activité.

## Titres
- Sextuple Champion d'Europe centrale des rallyes (Mitropa Cup FIA) (record): 1984 (Opel Ascona), 1985 (Opel Ascona), 1989 (BMW M3), 1990 (BMW M3), 1991 (BMW M3), et 2000 (copilote Helmut Entress, sur Mitsubishi Lancer Evo VI) (son compatriote Hermann Gaßner sr. l'a quant à lui remportée à 5 reprises);
- Six participations à la victoire de l'Allemagne dans la Coupe des Nations de la Mitropa Cup, en 1985, 1986, 1989, 1990, 1998, et 2000 (record des participations victorieuses);

## Victoire et podium en championnat d'Allemagne
- Rallye des 3 Cîtés: 1995;
  - 2e du rallye Hunsrück: 1994;

## Victoires en Mitropa Cup (entre autres)
- Rallye Šumava: 1990, 1991, et 1993 (3e au général) (Slovénie);